# Wyeomyia stellata
Wyeomyia stellata is een muggensoort uit de familie van de steekmuggen (Culicidae). De wetenschappelijke naam van de soort werd voor het eerst geldig gepubliceerd in 1970 door Belkin, Heinemann & Page.